# Remedy Entertainment
A Remedy Entertainment Oyj  é uma desenvolvedora finlandesa de jogos eletrônicos sediada em Espoo, Uusimaa. Foi fundada em agosto de 1995 por um grupo de jovens criadores de demos para computadores. A companhia é mais conhecida por ter desenvolvido os primeiros dois títulos da série Max Payne e os jogos Alan Wake e Quantum Break em parceria com a Microsoft Studios. Suas produções são marcadas por uma grande ênfase na narrativa e uma jogabilidade de ação para um jogador.
O primeiro jogo da empresa foi Death Rally, que foi produzido no porão de um dos membros da equipe. Em seguida foi desenvolvido Max Payne, um título de ação com elementos noir e policial que foi um grande sucesso comercial e de crítica. A Take-Two Interactive adquiriu os direitos da propriedade intelectual e, como parte do acordo, a Remedy produziu uma sequência intitulada Max Payne 2: The Fall of Max Payne, que foi mais uma vez elogiada mas teve baixos números de vendas.
A companhia depois disso decidiu criar um jogo original e firmou um acordo de exclusividade com a Microsoft, com o resultado tendo sido Alan Wake. Apesar de críticas geralmente favoráveis, o jogo não vendeu bem o bastante e planos de várias sequências precisaram ser abandonados. Remedy e Microsoft uniram-se mais uma vez na criação de Quantum Break, título que combinava elementos de jogo de ação com série de televisão. Ao mesmo tempo, a empresa passou a experimentar com jogos para celulares, firmando diversos acordos para o desenvolvimento e publicação de títulos para celulares.
A Remedy depois disso passou por reestruturações internas com o objetivo de fazer a transição para uma desenvolvedora multiprojetos, tornando-se uma companhia pública, expandindo seu número de funcionários e mudando-se para um novo edifício sede. Seu primeiro projeto sob essa nova direção foi Control, que foi lançado em agosto de 2019. Além disso, a Remedy estabeleceu uma divisão interna chamada Remedy Vanguard com o objetivo de criar títulos multijogador.

## História

### Fundação
A Remedy Entertainment foi fundada por membros da comunidade finlandesa de demos, pessoas que trabalhavam independentemente na criação de demos de jogos eletrônicos para computadores pessoais e para Amiga. Membros do grupo Future Crew, inspirados em 1994 pela Bloodhouse e Terramarque, as primeiras desenvolvedoras comerciais finlandesas, perceberam que não seriam capazes de evoluir para uma desenvolvedora por si só e chegaram a conclusão que teriam que estabelecer uma companhia. Eles decidiram fundar uma empresa para produzir jogos eletrônicos e começaram a recrutar outras pessoas da comunidade de demos que tinham uma mentalidade semelhante. A Remedy foi estabelecida oficialmente em 18 de agosto de 1995, com seus fundadores tendo sido Samuli Syvähuoko, Markus Mäki, Sami Nopanen, John Kavaleff e Sami Vanhatalo. Na época, a maioria dos seus membros tinham apenas por volta de vinte anos de idade.
Eles começaram a desenvolver seu primeiro jogo a partir do porão da casa dos pais de Syvähuoko em Espoo, Uusimaa. A equipe criou um jogo eletrônico de corrida, inicialmente chamado de HiSpeed, baseados na primeira ideia que conceberam juntos. Scott Miller, fundador da Apogee Software, deu opiniões criativas e sugeriu que o jogo deveria possuir elementos de combate de veículos. O título foi renomeado para Death Rally e foi lançado em 1996 para MS-DOS, sendo publicado pela Apogee. A LucasArts abordou a companhia dois anos depois e ameaçou processá-los por achar que o Logo da Remedy era uma cópia da parte superior de seu próprio logo. A Remedy na época já estava no processo de criação de um novo logo e assim concordaram em retirar seu logo antigo e revelar o novo pouco depois.

### SérieMax Payne

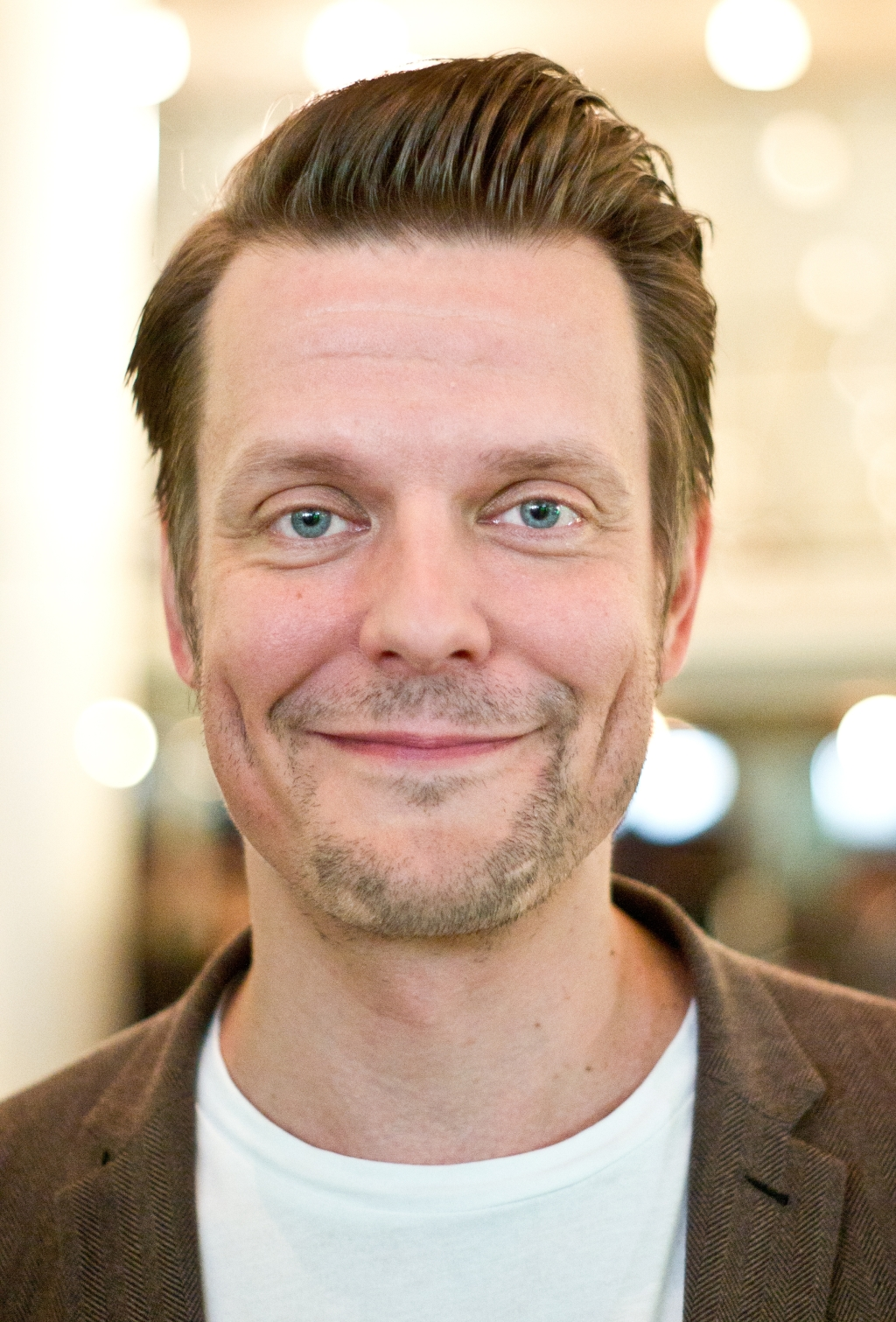
Sam Lake, roteirista e diretor de criação da Remedy.

A Remedy começou a apresentar suas novas ideias para Miller logo depois do lançamento da Death Rally. Uma era um simulador de voo espacial semelhante a Descent: FreeSpace – The Great War, um era um título de corrida e outro era um jogo de tiro isométrico chamado Dark Justice. Miller decidiu financiar a ideia do jogo de tiro, porém sob as condições de que o protagonista fosse um personagem forte como Duke Nukem, tivesse gráficos tridimensionais e que arranjassem um nome melhor. Ele achou que Dark Justice era muito "sombrio" e "adulto". A equipe propôs vários nomes, como Dick Justice e Max Heat, este último a companhia chegou a registrar por dez mil dólares, até finalmente escolherem Max Payne.
O diretor foi Petri Järvilehto. Ele queria que bullet time e câmera lenta fossem elementos chave da jogabilidade. A equipe criou seu próprio motor de jogo, tirando vantagem de seus conhecimentos de computação devido seu passado na comunidade de demos. Sam Lake, amigo de Järvilehto que também trabalhou em Death Rally, foi nomeado o roteirista do projeto, adicionando elementos narrativos comumente encontrados em obras policiais e film noir. A equipe decidiu usar fotos reais como texturas do jogo, algo que inicialmente causou certa relutância por parte dos membros da equipe de arte. Os projetistas viajaram em 1999 para Nova Iorque a fim de realizarem pesquisa de campo e terem ideias para ambientes do jogo. Eles foram acompanhados por dois guarda-costas do Departamento de Polícia da Cidade de Nova Iorque e tiraram centenas de fotografias para serem mapeadas. Max Payne foi adiado duas vezes até finalmente ser lançado em julho de 2001, sendo muito bem recebido pela crítica. Ele foi elogiado por ser um jogo de ação com grande foco na história e atmosfera, quando a maioria dos jogos do gênero na época tinham ênfase na jogabilidade. O título foi um sucesso comercial, vendendo mais de sete milhões de cópias.
A Apogee terceirizou o desenvolvimento das versões de console de Max Payne para a Rockstar Games, cuja empresa-mãe, a Take-Two Interactive, gastou dez milhões de dólares para comprar os direitos da propriedade intelectual da franquia. Como parte do acordo, a Remedy retornou com liberdade criativa para a produção de uma sequência. O ciclo de desenvolvimento desta vez foi muito mais curto que no jogo original. A equipe fez uso de boa parte das mecânicas jogabilidade já existentes e as expandiu. Lake também retornou como roteirista, indo estudar roteiro na Academia Teatral da Helsinque com o objetivo de criar uma história mais "ambiciosa". Seu roteiro ficou com mais de seiscentas páginas, cinco vezes o tamanho do roteiro do primeiro jogo. Max Payne 2: The Fall of Max Payne foi aclamado pela crítica ao estrear em outubro de 2003, porém teve baixos números de vendas. A Take-Two citou as vendas "decepcionantes" do título como um dos motivos da diminuição de suas rendas para 2004. A Remedy depois disso deixou de estar envolvida com a franquia Max Payne, porém a Rockstar mesmo assim os consultou quando Max Payne 3 chegou em seus estágios finais de desenvolvimento.

### Parceria com a Microsoft
A equipe, após sete anos trabalhando na série Max Payne, queria fazer algo novo. Eles começaram a criar protótipos e experimentações com diferentes mecânicas de jogabilidade com a intenção de fazer um jogo de mundo aberto. Entretanto, por terem recursos limitados, os desenvolvedores chegaram a conclusão que a produção de um mundo aberto não era possível e assim decidiram modificar o jogo para uma experiência linear. A Remedy se inspirou nos romances de Stephen King, na série de televisão Twin Peaks, cidades fantasma do Noroeste dos Estados Unidos e em padrões de tornados, convidando também um paisagista para servir de consultor. A equipe organizou uma viagem de pesquisa para o Noroeste norte-americano e para o Lago Crater, tirando mais de quarenta mil fotografias que foram usadas na criação dos ambientes do título.
O jogo passou mais de três anos em pré-produção, enquanto o desenvolvimento total durou aproximadamente dois anos. O número de funcionários da Remedy cresceu durante esse período de trinta para 45 pessoas. Alguns membros da imprensa chagaram a sugerir que o jogo tinha se transformando um vaporware por ter desaparecido dos olhos do público por um longo período de tempo logo depois de seu anúncio. A Microsoft Game Studios foi a publicadora depois de firmar um acordo de exclusividade com a Remedy. O título, Alan Wake, foi lançado em maio de 2010 para Xbox 360 e teve uma recepção geralmente positiva. A Remedy pressionou por uma versão para computadores e a Microsoft a autorizou em 2011, sendo lançada em fevereiro do ano seguinte e desenvolvida pela Nitro Games.
Alan Wake vendeu mais de 3,2 milhões de cópias, porém não foi considerado bem sucedido o bastante para garantir o financiamento de uma sequência. Diferentemente de Max Payne, a narrativa de Alan Wake tinha sido originalmente pensada para acomodar várias sequências. A empresa tinha começado a desenvolver diferentes protótipos para um possível Alan Wake 2. Alguns desses elementos acabaram por serem integrados em Alan Wake's American Nightmare, um jogo autônomo da Xbox Live Arcade lançado em 2012 e que teve um tempo de produção bem menor. Os dois jogos venderam juntos mais de 4,5 milhões de unidades até março de 2015. O desenvolvimento de uma série de televisão baseada no universo de Alan Wake foi anunciado em setembro de 2018, com Lake servindo como produtor executivo.
A Remedy mostrou o protótipo de Alan Wake 2 para várias publicadoras. A Microsoft não estava interessada em uma sequência, porém queria trabalhar com a Remedy outra vez em algo original. A empresa tinha experimentado com narrativas transmídia em Alan Wake, com a Microsoft esperando que o componente com atores reais fosse expandido em seu próximo projeto, que viria a ser Quantum Break. A pré-produção começou em 2011 com uma equipe de aproximadamente cem pessoas. A ideia de usar física quântica veio de Quantum Suicide, um programa de televisão do universo de Alan Wake. A equipe achou que viagem no tempo era o melhor modo de acomodar a estrutura da narrativa. Quantum Break foi descrito como um "jogo eletrônico de tiro e híbrido de televisão transmídia". Lake dirigiu o jogo, enquanto a Lifeboat Productions produziu os segmentos de televisão, com Ben Ketai atuando como diretor. A empresa criou um motor de jogo totalmente novo chamado de Northlight. Quantum Break teve críticas positivas ao ser lançado em abril de 2016, com a Microsoft afirmando que era seu exclusivo de mais rápidas vendas desde o lançamento do Xbox One.

### Diversificação
Durante o mesmo período da parceria com a Microsoft, a Remedy também passou a experimentar com jogos para celular. O estúdio começou a desenvolver uma recriação de Death Rally para Android e iOS. O jogo demorou oito meses para ficar pronto e foi um esforço colaborativo entre a Remedy, Mountain Sheep e Cornfox & Brothers. Apenas dez mil dólares foram gastos em divulgação, porém o título foi um grande sucesso comercial. Mais de onze milhões de jogadores baixaram o jogo e a equipe recuperou os custos de desenvolvimento em apenas três dias. Lake afirmou que a recriação de Death Valley era apenas o "primeiro passo" da Remedy no mercado de jogos para celular e que eles tinham a intenção de criar mais títulos. A empresa expandiu seu conselho de administração em 2013, adicionando Mike Capps, ex-presidente da Epic Games, e Christian Fredriksson, chefe executivo da firma de segurança F-Secure. O jogo para celular seguinte da companhia foi Agents of Storm, originalmente anunciado em dezembro de 2013, feito em colaboração com a publicadora alemã Flaregames e lançado para iOS em setembro de 2014.
A Remedy passou por várias mudanças internas entre 2015 e 2016. O diretor executivo Matias Myllyrinne deixou a empresa para juntar-se a Wargaming, enquanto Tero Virtala, ex-diretor executivo da RedLynx, o substituiu no cargo. A nomeação de Virtala foi feita para ajudar a Remedy a realizar a transição para um estúdio multi-projetos, com cada jogo dessa forma tendo um ciclo de desenvolvimento mais curto. A companhia lançou uma oferta pública inicial em 2017 para poder levantar fundos para desenvolver vários projetos ao mesmo tempo, tornando-se uma empresa pública em maio de 2017 na bolsa de valores Nasdaq First North Finland em Helsinque.
A companhia começou a trabalhar em um novo projeto algum tempo antes do lançamento de Quantum Break. O objetivo era criar um mundo e universo que fosse rico o bastante para que os jogadores moldassem suas próprias histórias, em vez de focarem-se na concepção de uma história grande e complexa. O jogo também faz uso motor Northlight criado para Quantum Break. A empresa fez parceria com a 505 Games para a publicação do título, com a 505 fornecendo 7,75 milhões de euros de financiamento e realizando todo o trabalho de divulgação, porém a Remedy manteve os direitos da propriedade intelectual. O título, chamado de Control, foi lançado em agosto de 2019 para Microsoft Windows, PlayStation 4 e Xbox One, sendo o primeiro trabalho da empresa para uma plataforma da Sony desde Max Payne 2. Além disso, a Remedy também está desenvolvendo outro projeto ainda não revelado. Uma divisão interna chamada Remedy Vanguard foi estabelecida em 2018 para a criação de jogos multijogador. Esta divisão está trabalhando nos componentes um jogador de CrossFire 2 e CrossFire HD, jogos de tiro em primeira pessoa gratuitos para jogar da Smilegate.

## Filosofia
A Remedy é especialista é criar jogos eletrônicos de ação cinematográficos para um jogador. O ex-diretor executivo Matias Myllyrinne afirmou que os títulos do estúdio sempre possuem um personagem principal forte e que seus trabalhos devem ser acessíveis e atrair o maior público possível. A equipe espera que os jogadores fiquem totalmente imersos nos mundos que criam. Myllyrinne também comentou que temas como "Segunda Guerra Mundial, dragões, ficção científica pesada ou mulheres em roupas de couro justas" são coisas que a Remedy procura evitar. A equipe também procura alcançar um "realismo de cinema", onde a verossimilhança do mundo real é importante.
A companhia geralmente se inspira em filmes, séries de televisão e livros em vez de jogos eletrônicos pois eles querem criar algo único dentro da indústria. Ao desenvolverem seus títulos, a Remedy sempre começa pela história, que por sua vez guia e afeta todas os outros aspectos da produção, como a jogabilidade. A maioria dos jogos da empresa são lineares, porém eles começaram em 2015 a explorar ideias como títulos multijogador e jogabilidade mais aberta. O estúdio normalmente usa sua própria tecnologia para criar seus jogos, também investindo muito em captura de movimento. A Remedy fez parceria com a Nvidia em 2017 a fim de aprimorar o processo de captura de movimento.
A Remedy começou em 2016 um processo para se transformar em um estúdio multi-projetos, com cada título assim tendo um ciclo de desenvolvimento mais curto. Isto permite que a empresa fique mais financeiramente estável e que os membros de sua equipe escolham em quais projetos querem trabalhar. A companhia também começou a assumir trabalhos por encomenda, como é o caso do desenvolvimento da porção um jogador de CrossFire 2. Isto faz parte de uma estratégia adotada pela Remedy de expandir-se para novos gêneros e aumentar sua popularidade em diferentes partes do mundo. Apesar da empresa planejar lançar jogos com uma frequência maior, Virtala salientou que a qualidade dos produtos não seria comprometida e que lançamentos da Remedy ainda assim seriam ocasiões "raras".

## Instalações
Os primeiros jogos da Remedy foram desenvolvidos a partir de um porão na casa dos pais do co-fundado Samuli Syvähuoko no distrito leste de Espoo. Segundo Lake, havia colchões espalhados pelo chão do porão porque muitos dos membros da equipe costumavam dormir lá. Depois disso e até 2018 a empresa usava um escritório de quatro andares que oferecia várias instalações diferentes, incluindo um café, uma sauna, um bar e uma academia. Havia também um "armazém de desenvolvimento" que abrigava muitos dos itens usados pelas produções do estúdio, como fotos e histórias em quadrinhos para Max Payne e roupas para Alan Wake, além de computadores antigos, documentos de projeto, fitas de demos e rascunhos de roteiros. A Remedy mudou para uma nova sede em maio de 2018 enquanto passava por reestruturações internas. O novo escritório é maior e acomoda um estúdio de captura de movimento que é quatro vezes maior que o que tinham na sede anteriora.

## Jogos
| Ano  | Título                             | Plataforma(s)                                     | Publicadora                            |
| ---- | ---------------------------------- | ------------------------------------------------- | -------------------------------------- |
| 1996 | Death Rally                        | MS-DOS                                            | Apogee Software                        |
| 2001 | Max Payne                          | Microsoft Windows, PlayStation 2, Xbox            | Gathering of Developers Rockstar Games |
| 2003 | Max Payne 2: The Fall of Max Payne | Microsoft Windows, PlayStation 2, Xbox            | Rockstar Games                         |
| 2010 | Alan Wake                          | Microsoft Windows, Xbox 360                       | Microsoft Game Studios                 |
| 2012 | Alan Wake's American Nightmare     | Microsoft Windows, Xbox 360                       | Microsoft Studios                      |
| 2014 | Agents of Storm                    | iOS                                               | Remedy Entertainment                   |
| 2016 | Quantum Break                      | Microsoft Windows, Xbox One                       | Microsoft Studios                      |
| 2019 | Control                            | Microsoft Windows, PlayStation 4, Xbox One        | 505 Games                              |
| 2021 | Crossfire X                        | Xbox One, Xbox Series X/S                         | Xbox Game Studios                      |
| 2023 | Alan Wake 2                        | PlayStation 5, Microsoft Windows, Xbox Series X/S | Epic Games Publishing                  |